# Nesrine Belmokh
 (septembre 2021).
Nesrine Belmokh (نسرين بلموخ (Nisrīn Bilmūx)), née en 1982, est une violoncelliste et chanteuse franco-algérienne qui s'est fait connaitre par ses créations en musique du monde.

## Biographie
Nesrine Belmokh a grandi à Douai dans une famille de mélomanes d'origine algérienne.
À l'âge de six ans, elle entre dans une école à tiers temps musical. Ses parents tenaient une association culturelle qui permettait à des artistes du Moyen-Orient et du Maghreb de se produire.
La jeune fille s'adonnait à la musique arabo-andalouse et à la musique traditionnelle d'Afrique du nord, chantant et jouant de la mandoline. Elle participe à un spectacle musical à 6 ans en Algérie.
Elle entreprend une formation musicale classique qui lui permet de s'ouvrir à d'autres horizons musicaux. Elle étudie le violoncelle classique à Marseille, Lyon et Genève. Lorin Maazel la fait entrer dans l'orchestre de l'Opéra de Valence, qu'il dirige. Elle y reste huit ans pendant lesquels elle a pu travailler en étroite collaboration avec Placido Domingo. Daniel Barenboim l'a également intégrée à son West-Eastern Divan Orchestra.
À côté de son travail d'interprète de musique classique, elle a participé à la programmation du Cirque du Soleil. Ses compositions reflètent ses racines culturelles algériennes, françaises et valenciennes.
En 2015, elle rencontre le percussionniste espagnol David Gadea puis le violoncelliste français Matthieu Saglio. Les trois habitaient le même quartier, Russafa de Valence. Les deux violoncellistes composent ensemble puis forment le trio NES. Ils interprètent des chansons écrites en arabe, en français ou en anglais. Leurs univers naviguent entre jazz, musique orientale, chanson francophone et pop. 
Leur premier album Ahlam ("rêve" en arabe), sorti sous le label ACT en 2018, est resté pendant des mois en tête de la liste des critiques World Music Charts Europe. Ce succès lui a valu des tournées en Espagne, en Allemagne, en Autriche et en Suisse, en France, en Grande-Bretagne, aux Pays-Bas, en Turquie et en Roumanie, est passé à la télévision et a reçu des critiques positives du Monde, du Guardian, du Süddeutsche Zeitung et du Frankfurter Allgemeine Zeitung. 
L'album solo Nesrine a suivi en 2020, toujours avec ses propres compositions.
On peut également entendre Nesrine Belmokh dans les albums de Jean-Sébastien Simonoviez (notamment dans le quatuor à cordes Quatuor Opus 33) et dans l'album Téchne du Jazzrausch Bigband (de).

## Discographie

### Albums
- 2018 : Ahlam, album de NES
- 2020 : Nesrine

### Participations
- 2021 : Shamsuki, single de Manu Linois, Pancho Montañez et Azam Kirco, Nesrine Belmokh